# Kaus Borealis
Kaus Borealis (arabisch قوس, DMG Qaūs ‚Bogen‘ und lateinisch borealis, „nördlich“), Bayer-Bezeichnung Lambda Sagittarii, ist ein Stern im Sternbild Schütze. Lambda Sagittarii hat eine scheinbare Helligkeit von 2,8 mag und gehört der Spektralklasse K0 an; seine Entfernung beträgt knapp 80 Lichtjahre. Als ekliptiknaher Stern kann er vom Mond und (selten) von Planeten bedeckt werden. Die letzte Okkultation durch einen Planeten erfolgte am 19. November 1984 durch die Venus, die vorletzte am 5. Dezember 1865 durch Merkur.